# Konwergencja (ekonomia)
Konwergencja (łac. convergere „zbierać się, upodabniać się”), także teoria konwergencji, efekt doganiania – hipoteza, że w państwach biedniejszych dochody na mieszkańca (mierzone np. PKB na osobę) rosną szybciej niż w państwach bogatych. W rezultacie, w długiej perspektywie wszystkie społeczeństwa powinny żyć na podobnym, wysokim poziomie. 
Zgodnie z tą hipotezą  względne zacofanie może ułatwiać wzrost i rozwój gospodarczy. Jak pokazują dane empiryczne, mimo znacznie niższej produktywności pracy kraje słabo rozwinięte często osiągają wyższe wskaźniki wzrostu gospodarczego niż kraje wysoko uprzemysłowione. Sytuacja taka nazywana jest też efektem doganiania (ang. catch-up effect).

## Opis
W literaturze dotyczącej wzrostu gospodarczego możemy spotkać dwa znaczenia terminu "zbieżność". Pierwszy (czasami nazywany "sigma-zbieżnością") dotyczy zmniejszenia dyspersji (różnorodności) w poziomie życia w różnych społeczeństwach. Natomiast drugie znaczenie (nazywane "beta-zbieżnością") występuje, gdy ubogie kraje rozwijają się szybciej niż bogate. Ekonomiści mówią też o "warunkowej beta-konwergencji", gdy gospodarka doświadcza "beta-konwergencji", ale uzależniona jest to od innych niezmieniających się warunków. Mówią też o "bezwarunkowej beta-konwergencji" lub "beta-konwergencja absolutnej", kiedy tempo wzrostu gospodarki zmniejsza się w miarę zbliżania się jej do stanu ustalonego.
Efekt można zaobserwować na przykładnie czterech obecnie rozwiniętych, krajów. Na początku XX wieku dochód na osobę w Niemczech i w Japonii był znacznie niższy od dochodu w USA i w Wielkiej Brytanii. W Niemczech to zapóźnienie wynosiło ok. 35%, a w Japonii ok. 75%. Mimo dużych perturbacji w rozwoju gospodarczym spowodowanym np. pierwszą i drugą wojną światową czy Wielką Depresją w 1929 r., zarówno Niemcy jak i Japończycy doganiali Amerykanów i pod koniec XX wieku różnica pomiędzy tymi krajami a USA wynosiła ok. 10%, natomiast po 100 latach poziom życia w obu tych krajach zrównał się z poziomem życia Brytyjczyków. 
Jest wiele argumentów potwierdzających słuszność tej teorii.
Po pierwsze, bazując na prawie malejących przychodów, można wysnuć wniosek, że ta sama ilość kapitału zainwestowana w biednym kraju, w którym jest go niewiele, przyniesie znacznie większą korzyść niż w kraju bogatym. 
Po drugie, techniczne uzbrojenie pracy w krajach biednych jest na tak niskim poziomie, że zwiększenie go nie wymaga dużych nakładów kapitału. W krajach bogatych znaczna część funduszy przeznaczana jest na utrzymanie zaawansowanych technologicznie, a zatem drogich środków produkcji. Trudno jest zwiększać i tak już wysokie techniczne uzbrojenie pracy i wymaga to znacznie większych nakładów finansowych.
Ostatnim argumentem przemawiającym za słusznością tej teorii jest możliwość taniego wykorzystywania przez kraje słabo rozwinięte technologii już opracowanych i sprawdzonych. W krajach bogatych są one najczęściej przestarzałe, ale jednocześnie rewolucjonizują technicznie produkcję w krajach biednych. Oprócz zaoszczędzenia czasu i pieniędzy na badania naukowo-techniczne, kraje te ograniczają do minimum ryzyko zawodności danej technologii. Najlepszym dowodem mogą być niektóre kraje Azji południowo-wschodniej zwane "azjatyckimi tygrysami" (np. Korea Południowa, Singapur), które rozwój swoich gospodarek oparły na transferze technologii z krajów zachodnich.
Można by jednak zadać pytanie, dlaczego na świecie pozostaje tak wiele krajów biednych, tkwiących do dziś w zaklętym kręgu ubóstwa. Pogłębiają się różnice między bogatą północą a biednym południem. Bogaci się bogacą, podczas gdy biedni stają się jeszcze biedniejsi.
Zwolennicy teorii konwergencji tłumaczą to zjawisko m.in. brakiem gotowości do podjęcia walki o wspólne dobro przez rządzących w biednych krajach. Często musieliby oni zrezygnować z własnych korzyści dla interesu ogółu, a na takie poświęcenie nie każdy jest gotowy. Na taką mentalność ma wpływ często kolonialna przeszłość danego kraju, który latami był uciskany i służył jedynie jako rynek zbytu i źródło taniej siły roboczej. Teraz ówczesnych kolonialistów zastąpiły nowe władze, a sytuacja nadal nie uległa zmianie. Za przykład może służyć „zielona rewolucja”.
Wiele gospodarek próbowało też rozwijać się autarkicznie, doprowadzając tym samym do ruiny swój kraj, a jednak również obecnie istnieją kraje o gospodarce niemal zamkniętej, które nie wyciągają wniosków z historii np. Korea Północna. 
Ponadto trzeba też powiedzieć, że kraje bogate musiałyby chcieć umożliwić biedniejszym rozwój. Np. w handlu międzynarodowym zawsze najbardziej poszkodowane są te kraje, które eksportują towary nieprzetworzone. I tak, bez rozwiniętej technologii przetwórczej, kraj nie ma szans pełnić istotnej roli w handlu światowym i, poprzez zwiększanie bilansu handlowego, podnosić także poziomu PKB kraju. Mimo że Wybrzeże Kości Słoniowej jest największym na świecie eksporterem kakao, to jego terms of trade wykazują ciągłą tendencję spadkową. Nie wystarczy rzucić ryby, trzeba dać wędkę i nauczyć z niej korzystać.
Ponadto na rozwój gospodarczy ma też wpływ wielkość inwestycji oraz w dużej mierze warunki społeczne i religijne. Rządy w krajach biednych muszą być dobrze wykształcone, by umiejętnie prowadzić politykę gospodarczą tak, by efektywnie przekładać na rzeczywistość hipotezę konwergencji i by korzystać z efektu doganiania. Tu nie sprawdziły się modele egzogeniczne, bo możliwości produkcyjne są w bardzo dużej mierze niewykorzystywane. Z powodów religijnych i tradycji w krajach arabskich nie wykorzystuje się potencjału kobiet, które są marginalizowane na rynku pracy, a mogłyby mieć istotny wpływ na tworzenie PKB.
Nie powinno się zaprzeczać hipotezie konwergencji, wskazując jako dowód istnienie biednych krajów. Znamy bowiem takie kraje, które wykorzystały swój potencjał i teraz są liczącymi się gospodarkami na arenie międzynarodowej, np. Chiny.

## Kontrakty terminowe
Tzw. efekt konwergencji występuje także m.in. na rynkach kapitałowych. Powolne zbliżanie się kursu kontraktu terminowego do kursu instrumentu bazowego nazywane jest efektem konwergencji.